# Diamond D-Jet
Der Diamond D-Jet war ein von dem österreichischen Flugzeughersteller Diamond Aircraft geplanter 5-sitziger Minijet.

## Allgemein
Das aus Kompositwerkstoffen gebaute und von nur einem Triebwerk angetriebene Geschäftsreiseflugzeug hatte seinen Erstflug am 18. April 2006 am London International Airport in der kanadischen Provinz Ontario, dem Hauptsitz von Diamond Aircraft Industries Inc., und wurde von Gérard Guillaumaud pilotiert.
Der Erstflug des zweiten Prototyps folgte am 14. September 2007, der dritte Prototyp hatte am 9. Oktober 2008 seinen Erstflug, wobei dieser als erste Maschine das nun für die Serie geplante stärkere FJ-33-5A Triebwerk anstelle des FJ-33-15 hatte. Das Flugzeug sollte mit einem angestrebten Verkaufspreis von knapp 1,9 Millionen US-Dollar (Stand 2009), der mit großem Abstand billigste verfügbare Jet werden. In der Zwischenzeit wurde es aber hinsichtlich des Verkaufspreises von der Eclipse 400 um rund 500.000 US-Dollar unterboten. Der Hersteller der Eclipse befindet sich aber im Jahre 2011 im Liquidationsverfahren. Der D-Jet ist mit einem Garmin G1000 Glascockpit und einer FADEC-Triebwerkssteuerung ausgestattet. Die Zertifizierung durch die Luftfahrtbehörden war für 2012 erwartet.

### Unterbrechung des Projekts
Im März 2011 wurde das Projekt aufgrund fehlender Finanzmittel vorübergehend eingestellt; im Werk in Kanada wurden 213 Mitarbeiter entlassen. Bereits im Juni 2011 gab Diamond Aircraft in einer Pressemitteilung bekannt, einen (namentlich nicht genannten) neuen Investor gefunden zu haben und mit der Testreihe fortfahren zu wollen. Ein Teil der Belegschaft wurde wieder eingestellt; die Testflüge wurden am 31. August 2011 mit einem einstündigen Flug des Prototyps mit der Seriennummer 003 wieder aufgenommen.
Als 2016 ein bedeutender Teil von Diamond Aircraft Canada an die Chinesische Wanfeng Aviation verkauft wurde, wurde die Absicht verlautbart, auch das D-Jet-Projekt weiter fortzusetzen.

## Technische Daten
- Besatzung: ein Pilot + vier Passagiere
- Länge: 10,7 m
- Spannweite: 11,5 m
- Höhe: 3,6 m
- Startmasse: 2.318 kg
- Nutzlast: 1.016 kg
- Triebwerk: 1× Williams FJ33-5A
- Höchstgeschwindigkeit: 583 km/h
- Reisegeschwindigkeit: 444 km/h
- Reichweite: 1.350 NM (2.500 km)
- Reiseflughöhe: 25.000 ft (7.620 m)
- Steigrate: 7.620 m in 15 Minuten
- Anschaffungskosten (Stand März 2009): 1,89 Mio. US-Dollar (1,31 Mio. Euro)

## Ähnliche Flugzeugtypen
- Cirrus SF50
- Adam A700
- Eclipse 500
- Eclipse 400
- Cessna Citation
- Embraer Phenom 100
- HondaJet